# Municipio de Sahuayo
El municipio de Sahuayo es un municipio que se localiza al noreste del estado de Michoacán, México. Su cabecera es la ciudad de Sahuayo de Morelos. Forma parte de la Ciénega de Chapala,de la región 1. Lerma-Chapala y del Bajío zamorano.

## Geografía
El municipio de Sahuayo está ubicado en el noroeste del estado de Michoacán. Tiene una extensión territorial total de 128.48 km². Limita al norte con los municipios de Cojumatlán de Régules y Venustiano Carranza; al este con los municipios de Venustiano Carranza, Villamar y Jiquilpan; al sur con el municipio de Jiquilpan; al oeste con los municipios de Jiquilpan y Cojumatlán de Régules.
Según la clasificación climática de Köppen el clima de Sahuayo corresponde a la categoría Csb, (mediterráneo oceánico con verano suave).

## Demografía
La población total del municipio de Sahuayo es de 78 477 habitantes, lo que representa un crecimiento promedio de 0.76 % anual en el período 2010-2020 sobre la base de los 72 841 habitantes registrados en el censo anterior. Al año 2020 la densidad del municipio era de 612,6 hab/km².
| Gráfica de evolución demográfica de Municipio de Sahuayo entre 2000 y 2020 |
|                                                                            |
| Fuente: Instituto Nacional de Estadística Geografía e Informática          |

En el año 2010 estaba clasificado como un municipio de grado muy bajo de vulnerabilidad social, con el 7.31 % de su población en estado de pobreza extrema.
La población del municipio está mayoritariamente alfabetizada (8.47 % de personas mayores de 15 años analfabetas al año 2010) con un grado de escolarización algo inferior a los 7.5 años. Solo el 0.35 % de la población se reconoce como indígena.
El 96.15 % de la población profesa la religión católica; el 2 % se adhiere a las iglesias protestantes, evangélicas y bíblicas.

### Localidades
En el censo de 2020 el municipio de Sahuayo contaba con 33 localidades.
| Código INEGI      | Localidad           | Población (2020) |
| ----------------- | ------------------- | ---------------- |
| 160760001         | Sahuayo de Morelos  | 70 042           |
| 160760054         | Colinas Universidad | 1 061            |
| Otras localidades | Otras localidades   | 7 374            |
| Total municipal   | Total municipal     | 78 477           |